# Walter Gotell
Walter Gotell (* 15. März 1924 in Bonn; † 5. Mai 1997 in London) war ein deutsch-britischer Schauspieler mit einer 55 Jahre umfassenden Karriere vor der Kamera. International bekannt wurde er durch die Verkörperung des sowjetischen Generals Anatol Gogol in mehreren James-Bond-Filmen.

## Leben
Walter Jacques Goettel, so sein Geburtsname, wurde in Bonn geboren, wo er die ersten Jahre seiner Kindheit verbrachte. Später zog er mit seinen Eltern, dem Architekten Jakob Goettel und Margarete Wilhelmine, geb. Cohn, nach Berlin um. Nach der Machtergreifung der Nationalsozialisten in Deutschland emigrierten seine Eltern mit ihm und einer Schwester 1936/37  nach England, wo er 1948 die britische Staatsbürgerschaft erhielt. In seiner Jugend kam er mit der Schauspielerei in Berührung und begann Repertoiretheater zu spielen.
Am 6. September 1958 heiratete er die Schauspielerin Yvonne Hills, mit der er bis zu ihrem Tod am 20. April 1974 verheiratet war; aus der Beziehung stammt die gemeinsame Tochter Carol (* 1960). Ab dem 21. Dezember 1974 war er in zweiter Ehe mit Celeste F. Mitchell verheiratet.
Neben seiner Schauspielkarriere war Gotell auch ein erfolgreicher Geschäftsmann und investierte Teile seiner Gagen in seine Unternehmungen. So war er Geschäftsführer einer Gruppe von Ingenieurbüros und widmete sich in seinen späten Jahren der Landwirtschaft; er besaß eine Farm in Irland.
Er starb im Alter von 73 Jahren an Krebs.

## Karriere
Da es aufgrund des Zweiten Weltkriegs einen Mangel an jungen Schauspielern gab, wechselte Gotell, der neben Deutsch und Englisch drei weitere Sprachen fließend sprach, 1942 vom Repertoiretheater direkt zum Film. Seine ersten Filme waren allesamt Kriegsfilme, in denen er deutsche Soldaten und Offiziere verkörperte; hierzu gehören Auftritte in Filmen wie The Day Will Dawn, Secret Mission, Goose Steps Out, We Dive at Dawn, Schweik’s New Adventures, Tomorrow We Live, Night Invader und Two Thousand Women in den Jahren 1942 bis 1944. Die Rolle des Antagonisten behielt der Charakterdarsteller während seiner langjährigen Schauspielkarriere in vielen seiner Filme bei.
In der zweiten Hälfte der 1940er Jahre gab Gotell die Schauspielerei für einige Jahre auf, um sich – aus seiner Sicht – einer sichereren beruflichen Laufbahn Ende des Krieges zu widmen und wurde ein erfolgreicher Geschäftsmann.
1948 kehrte er auf die Leinwand zurück und spielte zunächst kleinere Rollen in No Orchids for Miss Blandish, Cairo Road, Lilli Marlene; in The Wooden Horse spielte ein Mitglied des Französischen Widerstands „Résistance“. Ab den 1950er Jahren folgten dann Rollen in Filmen wie African Queen (1951) von John Huston, The Red Beret (1953) von Albert R. Broccoli, Eiskalt in Alexandrien – Feuersturm über Afrika (1958), Die Kanonen von Navarone (1961), Das Geheimnis der gelben Narzissen (1961), Der Weg nach Hongkong (1962), Der Spion, der aus der Kälte kam (1965), Lord Jim (1965), Black Sunday (1977), The Boys from Brazil (1978) und Explosion in Cuba (1979) – neben anderen.
Sieben Mal war Gotell in James-Bond-Verfilmungen zu sehen. In Liebesgrüße aus Moskau war er im Jahr 1963 in der Rolle des Morzeny zu sehen und spielte zwischen 1977 und 1987 in insgesamt sechs Filmen den sowjetischen KGB-General Anatol Gogol. Die Rolle erhielt er auch, weil er Lawrenti Beria ähnlich sah, dem früheren Leiter der sowjetischen Geheimdienste unter Stalin.
Neben seiner Arbeit für den Film hatte Gotell auch regelmäßig Nebenrollen sowie wiederkehrende Rollen in Fernsehserien. So spielte er den Chief Constable Cullen in der englischen Polizeiserie Task Force Police (1969–1975) und war in den Folgen GX1 (1987) und Goldrausch (1989) der US-amerikanischen Fernsehserie MacGyver zu sehen. Darüber hinaus hatte er Auftritte in der englischen Actionserie Die Profis (Folge: Ein teurer Fehler), in der US-Krimiserie Miami Vice (Folge: Liebe und Tod), in der US-Serie Knight Rider (Folge: Tödliche Bakterien) und in Raumschiff Enterprise: Das nächste Jahrhundert (Folge: Ein Planet wehrt sich). In der Mystery-Serie Akte X – Die unheimlichen Fälle des FBI verkörperte er 1995 den Naziforscher Viktor Kerber/Klemper (Folge: Verschwörung des Schweigens).
Gotell spielte auch Theater: so war er in Terence Rattigans Bühnenstück Adventure Story am St. James’s Theatre in London zu sehen. Einen seiner letzten Auftritte hatte er 1997 als „Erik der Alte“ in einer Verfilmung von Prinz Eisenherz, die erst nach seinem Tod veröffentlicht wurde.

## Deutsche Synchronisation
Im deutschen Sprachraum wurde er unter anderem von Heinz Theo Branding, Karlheinz Brunnemann, Paul Bürks, Joachim Cadenbach, Peter Capell, Peter Elsholtz, Manfred Erdmann, Heinz Giese, Peter Groeger, Lothar Grützner, Hans W. Hamacher, Ben Hecker, Toni Herbert, Wolfgang Hess, Benno Hoffmann, Gerd Holtenau, Walter Klam, Gottfried Kramer, Heinz Lausch, Rolf Mamero, Arnold Marquis, Otto Matthies, Otto Mellies, Manfred Meurer, Klaus Miedel, Joachim Nottke, Hans Paetsch, Harald Pages, Heinz Petruo, Achim Petry, Walter Reichelt, Günther Sauer, Horst Schön, Friedrich Schoenfelder, Jochen Schröder, Werner Schumacher, Franz-Josef Steffens, Walter Tschernich, Eric Vaessen, Konrad Wagner und Herbert Weicker synchronisiert.

## Filmografie (Auswahl)
- 1942: The Day Will Dawn
- 1950: Achtung! Kairo… Opiumschmuggler (Cairo Road)
- 1951: African Queen (The African Queen)
- 1953: Sekunden der Verzweiflung (Desperate Moment)
- 1954: Duell im Dschungel (Duel in the Jungle)
- 1955: X-Boote greifen an (Above Us the Waves)
- 1955: Der schwarze Prinz (The Dark Avenger)
- 1956: Neunzehnhundertvierundachtzig (1984)
- 1956: Der Mann, der zuviel wusste (The Man Who Knew Too Much)
- 1956: Der Graf von Monte Christo (The Count of Monte Cristo, Fernsehserie, 2 Folgen)
- 1957: O.S.S. (Fernsehserie, Folge 1x02)
- 1958: Ivanhoe (Fernsehserie, Folge 1x16)
- 1958: Eiskalt in Alexandrien – Feuersturm über Afrika (Ice Cold in Alex)
- 1958: Der Mann ohne Nerven (The Man Inside)
- 1958: Ich war Montys Double (I Was Monty’s Double)
- 1959: Der Bandit von Zhobe (The Bandit of Zhobe)
- 1959: Ein Händedruck des Teufels (Shake Hands with the Devil)
- 1959: Rhapsodie in Blei (The Treasure of San Teresa)
- 1960: Die letzte Fahrt der Bismarck (Sink the Bismarck!)
- 1960: Der rote Schatten (Circus of Horrors)
- 1960: Schlag 12 in London (The Two Faces of Dr. Jekyll)
- 1960: Der Mann von Interpol (Man from Interpol, Fernsehserie, 3 Folgen)
- 1960/1961: Geheimauftrag für John Drake (Danger Man, Fernsehserie, 2 Folgen)
- 1961: Die Kanonen von Navarone (The Guns of Navarone)
- 1961: Das Geheimnis der gelben Narzissen (The Devil’s Daffodil)
- 1962: Der Weg nach Hongkong (The Road to Hong Kong)
- 1962: Der längste Tag (The Longest Day)
- 1962: Im Namen des Teufels (The Devil’s Agent)
- 1962: Sie sind verdammt (The Damned)
- 1963: Richard Löwenherz (Richard The Lionheart, Fernsehserie, Folge 1x23)
- 1963: 55 Tage in Peking (55 Days at Peking)
- 1963: Lancelot, der verwegene Ritter (Lancelot and Guinevere)
- 1963: James Bond 007 – Liebesgrüße aus Moskau (From Russia with Love)
- 1964: Simon Templar (The Saint, Fernsehserie, Folge 3x11)
- 1965: Lord Jim
- 1965: Der Spion, der aus der Kälte kam (The Spy Who Came in from the Cold)
- 1967: Der Baron (The Baron, Fernsehserie, Folge 1x22)
- 1968: Sturm auf die eiserne Küste (Attack on the Iron Coast)
- 1968: Sherlock Holmes (Fernsehserie, Folge 2x12)
- 1968: Tony schlägt Alarm (Cry Wolf)
- 1969: Die Spur führt nach Soho (The File of the Golden Goose)
- 1969: Paul Temple (Fernsehserie, Folge 1x03)
- 1969–1975: Task Force Police (Softly Softly: Task Force, Fernsehserie, 54 Folgen)
- 1972: Mord nach Maß (Endless Night)
- 1977: Schwarzer Sonntag (Black Sunday)
- 1977: James Bond 007 – Der Spion, der mich liebte (The Spy Who Loved Me)
- 1977: Der Auftrag (Uppdraget)
- 1977: Marschier oder stirb (March or Die)
- 1978: Die Profis (The Professionals, Fernsehserie, Folge 1x02)
- 1978: Die Stute (The Stud)
- 1978: The Boys from Brazil
- 1979: James jr. schlägt zu (The Omega Connection)
- 1979: James Bond 007 – Moonraker – Streng geheim (Moonraker)
- 1979: Explosion in Cuba (Cuba)
- 1980: Die Zeitbombe (Cry of the Innocent, Fernsehfilm)
- 1981: James Bond 007 – In tödlicher Mission (For Your Eyes Only)
- 1981: Winston Churchill (Winston Churchill: The Wilderness Years, Miniserie, 3 Folgen)
- 1982: Der Spion (Skulden, Miniserie, 4 Folgen)
- 1983: Im Wendekreis des Kreuzes (The Scarlet and the Black, Fernsehfilm)
- 1983: James Bond 007 – Octopussy (Octopussy)
- 1983: Eine Haremsdame für den König (Kalabaliken i Bender)
- 1983: Agentin mit Herz (Scarecrow and Mrs. King, Fernsehserie, Folge 1x07)
- 1984: Ein Colt für alle Fälle (The Fall Guy, Fernsehserie, Folge 3x17)
- 1984: Airwolf (Fernsehserie, Folge 1x07)
- 1984: Fantasy Island (Fernsehserie, Folge 7x21)
- 1984: Memed, mein Falke (Memed My Hawk)
- 1984: Hotel (Fernsehserie, Folge 2x01)
- 1985: Robert Kennedy and His Times (Robert Kennedy & His Times, Miniserie, 3 Folgen)
- 1985: James Bond 007 – Im Angesicht des Todes (A View to a Kill)
- 1985: Das A-Team (The A-Team, Fernsehserie, Folge 4x03)
- 1985: Knight Rider (Fernsehserie, Folge 4x07)
- 1985: Bombenstimmung im Hauptquartier (Basic Training)
- 1986: Spenser (Spenser: For Hire, Fernsehserie, Folge 1x14)
- 1986: Miami Vice (Fernsehserie, Folge 3x01 Liebe und Tod)
- 1986–1987: Liebe, Lüge, Leidenschaft (One Life to Live, Fernsehserie, 4 Folgen)
- 1987: Ich will Manhattan (I'll Take Manhattan, Miniserie)
- 1987: James Bond 007 – Der Hauch des Todes (The Living Daylights)
- 1987/1989: MacGyver (Fernsehserie, 2 Folgen)
- 1988: Raumschiff Enterprise – Das nächste Jahrhundert (Star Trek: The Next Generation, Fernsehserie, Folge 1x17 Ein Planet wehrt sich)
- 1988: Das Camp des Grauens 2 (Sleepaway Camp II: Unhappy Campers)
- 1988: Cagney & Lacey (Fernsehserie, Folge 7x16)
- 1989: Mörderischer Trieb (She Knows Too Much, Fernsehfilm)
- 1990: Hotel zur Unsterblichkeit (Wings of Fame)
- 1991: Puppetmaster 3 (Puppet Master III: Toulon’s Revenge)
- 1992: Geschichten aus der Gruft (Tales from the Crypt, Fernsehserie, Folge 4x13)
- 1995: Akte X – Die unheimlichen Fälle des FBI (The X-Files, Fernsehserie, Folge 3x02)
- 1997: Prinz Eisenherz (Prince Valiant)